# Distrikt Surquillo
Der Distrikt Surquillo ist einer der 43 Stadtbezirke der Region Lima Metropolitana in Peru. Er umfasst eine Fläche von 4,49 km². Beim Zensus 2017 wurden 91.023 Einwohner gezählt. Im Jahr 1993 lag die Einwohnerzahl bei 88.464, im Jahr 2007 bei 89.283. Der Distrikt wurde am 15. Juli 1949 gegründet. Der Distrikt liegt auf einer Höhe von 105 m.

## Geographische Lage
Der Distrikt Surquillo liegt 8,2 Kilometer südlich des Stadtzentrums von Lima. Er besitzt eine Längsausdehnung in Ost-West-Richtung von knapp 3,5 Kilometern sowie eine maximale Breite von 1,9 Kilometern. Die Hauptstraßen Avenida Agamos (in Ost-West-Richtung) sowie Avenida Tomás Marsano (in NNW-SSO-Richtung) durchschneiden den Distrikt. Der Distrikt Surquillo grenzt im Süden und Westen an den Distrikt Miraflores, im Norden an den Distrikt San Isidro, im Osten an die Distrikte San Borja und Santiago de Surco.